# گوزن‌موش
گوزن‌موش‌ها (به انگلیسی: Mouse-deer)، پستاندارانی کوچک از راسته جفت‌سم‌سانان و متعلق به خانواده گوزن‌موشان (Tragulidae) هستند. موش‌آهوها جانورانی پنهان‌کار و کوچکند و امروزه تنها در جنگل‌های گرمسیری آفریقا، هندوستان و جنوب شرق آسیا یافت می‌شوند.
گوزن‌موش‌ها کوچک‌ترین جانوران دارای سم هستند و معمولاً به صورت تنها یا جفت‌جفت زندگی می‌کنند. گونه‌های آسیایی بین ۰٫۷ تا ۸ کیلوگرم وزن داشته و تک گونهٔ گزارش شده از آفریقا بزرگ‌تر است و بین ۷ تا ۱۶ کیلوگرم وزن دارد. در حال حاضر ده گونه از این جانوران در طبیعت موجود هستند که در سه سرده قرار می‌گیرند. چندین گونه از این جانوران نیز منقرض شده‌اند و فقط فسیل‌هایی از آن‌ها یافت شده‌است. در نوامبر ۲۰۱۹ محققان اعلام کردند که پس از حدود سه دهه توانسته‌اند، گوزن‌موش ویتنامی (Tragulus versicolor) را در جنگل‌های ویتنام مشاهده و از آن عکس‌برداری کنند.